# Mentó
|  | Per a altres significats, vegeu «Mentó (desambiguació)». |

El mentó, o barbeta, és la part de la cara, situada sota la zona labial, i per sobre de la zona suprahioidal, on comença el coll. També s'anomena barbeta perquè és on apareix la part principal de la barba. És prou rar el fet de tenir-hi un clot, clotet o fosseta, dit 'de la bellesa'.
El mentó comprèn la símfisi mentoniana de la mandíbula o maxil·lar inferior. Posseeix pèls llargs i gruixuts en el mascle, pell movible, una capa subcutània amb teixit adipós –que pot donar lloc a la papada. Els músculs que comprenen el mentó són, fonamentalment, el triangular dels llavis i el quadrat de la barba.